# UUM-125 Sea Lance
Le UUM-125 Sea Lance était un projet de missile anti-sous-marin américain développé dans les années 1980 pour remplacer les systèmes UUM-44 SUBROC et RUR-5 ASROC. Fabriqué par Boeing, il devait transporter une ogive thermonucléaire W89 ou une torpille Mark 50. Prévu en deux versions (UUM-125A pour les sous-marins et RUM-125A pour les navires de surface), il a été annulé en 1990 après l'effondrement de l'Union soviétique.

## Caractéristiques techniques
Type : Missile anti-sous-marin à distance
Utilisateur : United States Navy
Fabricant : Boeing
Date de production : Annulé, 1990
Masse : 1 400 kg
Longueur : 6,25 mètres
Diamètre : 53,3 centimètres
Vitesse : Mach 1,5
Portée : 
- UUM-125A : 185 km
- UUM-125B : 65 km
Propulsion : Fusée à carburant solide Hercules EX 116 MOD 0
Guidage : Système de contrôle de tir numérique Mk 117
Charge utile : 
- UUM-125A : Ogive thermonucléaire W89
- UUM-125B : Torpille Mark 50 à guidage
Plateformes de lancement : 
- Sous-marins : Classe Los Angeles, Classe Seawolf
- Navires de surface : Classe Ticonderoga, Classe Spruance, Classe Arleigh Burke